# Виконавче розпорядження 8389

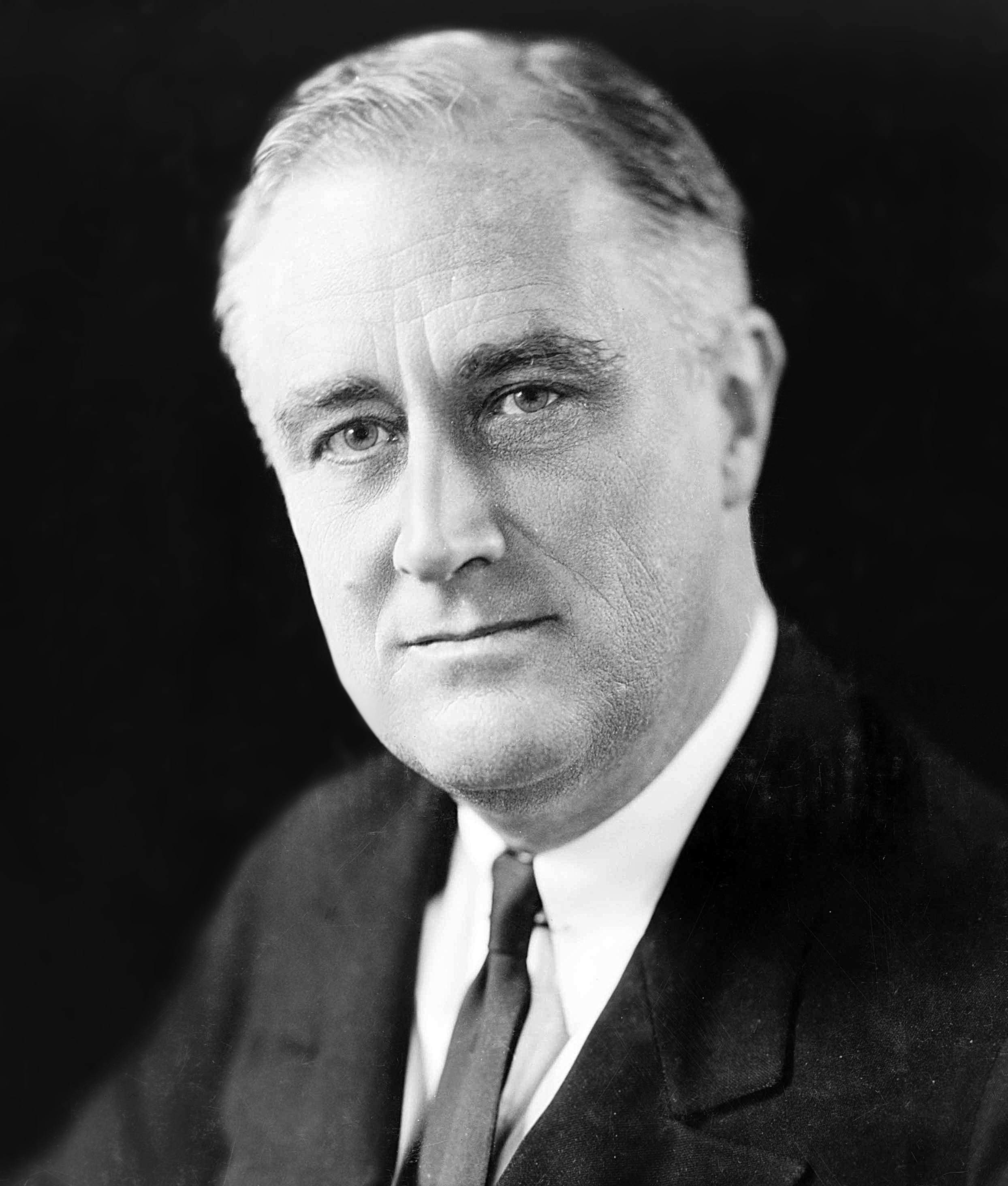
Виконавчий наказ Франкліна Д. Рузвельта пропонував практичну допомогу окупованим державам.

Виконавче розпорядження 8389 «Про захист коштів жертв агресії», яке було видано президентом США Франкліном Д. Рузвельтом 10 квітня 1940 року після вторгнення нацистської Німеччини в Данію та Норвегію.

## Впровадження
Однією з основних проблем уряду США в перші роки Другої світової війни було не допустити нацистів використовувати фінансові ресурси США для фінансування своїх військових кампаній та окупаційних витрат.  Завдання забезпечення досягнення цієї мети шляхом контролю фінансових активів належало Міністерству фінансів США, і президент Рузвельт дав змогу здійснити його дії, видавши розпорядження 1038 квітня 1940 року, яке заморозило норвезькі та данські активи в США. Як прецедент, Рузвельт посилався на акт від 6 жовтня 1917 р. Та виконавчий наказ 6560 від 15 січня 1934 р. 
Роблячи це, Рузвельт не лише запропонував символічну підтримку окупованим країнам Європи, але й гарантував майбутню практичну допомогу, запевнивши, що активи таких держав будуть повернуті після перемоги агресорів.  :34 До Порядку, який спочатку постановляв лише щодо норвезьких та данських активів, згодом було внесено зміни, включаючи розпорядження більшості європейських держав, за винятком Великої Британії. Подальші зміни були подані під окремими номерами наказів. 
Після окупації та анексії Радянським Союзом країн Балтії ( Естонії, Латвії та Литви ) до Наказу 8389 було внесено зміни до виконавчого наказу 8484 від 15 липня 1940 р., Щоб включити ці держави.  Радянський уряд засудив заморожування активів країн Балтії, стверджуючи, що не було законної підстави для зупинення передачі.  :35 Сумнер Уеллс, виконуючий обов'язки державного секретаря, звернувся із запереченням до заяви:
Спроба передати золото, що належить банкам Литви, Латвії та Естонії, була зроблена в той час, коли очевидно, що уряди та народи цих країн були позбавлені свободи дій іноземними військами, які в'їхали на їх територію силою або силовими загрозами.:35
До включення Естонії, Латвії та Литви всі інші європейські держави, які постраждали від Ордену, потрапили під військову окупацію нацистської Німеччини.  :35 У поєднанні з декларацією Уеллса, розпорядження 8484 та його виконання Міністерством фінансів пропонували як негайні, так і довгострокові переваги для країн Балтії.  :42
Листівка була надіслана в 1940 році німецькою компанією в Німеччині фірмі в Нью-Йорку. У листівці є згадка про Мюнхенський рейх-банк, який спричинив застосування цього розпорядження Рузвельта. Після прибуття до США було додано це маркування: "МЕРЕМ ВМІСТИТИ МАТЕРІАЛЬ, ЩО ПІДПОВІДАЄ ПОЛОЖЕННЯМ ВИКОНАНОГО НАКАЗУ 8389 З ЗМІНАМИ. Німецька фірма була Wackerchemic з Мюнхена, а ПК було відправлено до Sager & Malcolm у Нью-Йорку.